# Victoria Bosio
Victoria Bosio (* 3. Oktober 1994 in Santa Fe) ist eine argentinische Tennisspielerin.

## Karriere
Bosio, die im Alter von drei Jahren mit dem Tennissport begann, bevorzugt Hartplätze. Sie spielt überwiegend ITF-Turniere. Auf der ITF Women’s World Tennis Tour hat sie bislang sechs Titel im Einzel und zwölf im Doppel gewonnen.
Im Jahr 2014 spielte Bosio erstmals für die argentinische Fed-Cup-Mannschaft; ihre Fed-Cup-Bilanz weist bislang 4 Siege bei 5 Niederlagen aus.

## Turniersiege

### Einzel
| Nr. | Datum             | Turnier        | Kategorie   | Belag             | Finalgegnerin           | Ergebnis      |
| --- | ----------------- | -------------- | ----------- | ----------------- | ----------------------- | ------------- |
| 1.  | 29. März 2014     | Ribeirão Preto | ITF $10.000 | Sand              | Gabriela Cé             | 6:0, 7:5      |
| 2.  | 29. November 2014 | Bogotá         | ITF $10.000 | Sand              | Andrea Koch-Benvenuto   | 7:63, 6:1     |
| 3.  | 6. Dezember 2014  | Bogotá         | ITF $10.000 | Sand              | Anna Brogan             | 1:6, 6:0, 6:1 |
| 4.  | 11. Juni 2016     | Buenos Aires   | ITF $10.000 | Sand              | Martina Capurro Daborda | 6:0, 6:2      |
| 5.  | 27. Oktober 2024  | Trelew         | ITF W15     | Hartplatz (Halle) | Sofia da Cruz Mendonça  | 6:1, 6:0      |
| 6.  | 25. Mai 2025      | Trelew         | ITF W15     | Hartplatz (Halle) | Martina Capurro Taborda | 7:61, 6:4     |

### Doppel
| Nr. | Datum              | Turnier                    | Kategorie   | Belag     | Partnerin              | Finalgegnerinnen                                 | Ergebnis           |
| --- | ------------------ | -------------------------- | ----------- | --------- | ---------------------- | ------------------------------------------------ | ------------------ |
| 1.  | 22. September 2012 | Villa Allende              | ITF $10.000 | Sand      | Catalina Pella         | Andrea Benítez Luciana Sarmenti                  | 7:66, 6:73, [10:7] |
| 2.  | 23. November 2012  | Temuco                     | ITF $10.000 | Sand      | Daniela Seguel         | Sachie Ishizu Daniela Schippers                  | 6:4, 6:2           |
| 3.  | 27. Juli 2013      | São José dos Campos        | ITF $10.000 | Sand      | Daniela Schippers      | Laura Pigossi Carolina Zeballos                  | 7:5, 6:4           |
| 4.  | 24. Oktober 2014   | Pereira                    | ITF $10.000 | Sand      | Brandy Mina            | Ana Madcur Nathalia Rossi                        | 7:63, 6:4          |
| 5.  | 14. März 2015      | São José dos Campos        | ITF $10.000 | Sand      | Carolina M. Alves      | Gabriela Cé Laura Pigossi                        | 7:63, 6:4          |
| 6.  | 9. Dezember 2016   | La Paz                     | ITF $10.000 | Sand      | Victoria Rodríguez     | Stephanie Nemtsova Thaisa Grana Pedretti         | 7:62, 6:4          |
| 7.  | 16. September 2017 | Hammamet                   | ITF $15.000 | Sand      | María Herazo González  | Lara Salden Chelsea Vanhoutte                    | 6:4, 6:3           |
| 8.  | 15. Dezember 2017  | Santa Cruz                 | ITF $15.000 | Sand      | Stephanie Mariel Petit | Fernanda Brito Camila Giangreco Campiz           | 7:5, 2:6, [10:8]   |
| 9.  | 23. Januar 2021    | Antalya                    | ITF W15     | Sand      | Gabriela Cé            | Miyu Katō Haine Ogata                            | 6:4, 6:3           |
| 10. | 28. Mai 2021       | Santa Margarida de Montbui | ITF W15     | Hartplatz | Justina Mikulskytė     | Celia Cerviño Ruiz Olivia Nicholls               | 4:6, 6:1, [10:7]   |
| 11. | 16. März 2024      | São João da Boa Vista      | ITF W15     | Sand      | Ana Filipa Santos      | Verena Meliss Camilla Zanolini                   | 6:2, 6:4           |
| 12. | 1. Juni 2024       | Galați                     | ITF W15     | Sand      | Patricia Maria Țig     | Alexandra Irina Anghel Cristiana Nicoleta Todoni | 7:5, 7:5           |